# 3018 Godiva
3018 Godiva là một vành đai tiểu hành tinh chính, được phát hiện bởi Edward L. G. Bowell vào năm 1982. Nó được đặt theo tên Godiva, một người phụ nữ Anh mà theo truyền thuyết kể lại rằng, đã dũng cảm khỏa thân cưỡi ngựa đi vòng quanh thành phố Coventy, để bá tước Lèofric - chồng bà - giảm thuế nặng cho dân chúng.